# هالگیت (اوهایو)
هالگیت (به انگلیسی: Holgate) یک روستا در ایالات متحده آمریکا است که در شهرستان هنری، اوهایو واقع شده‌است. هالگیت ۲٫۹۸ کیلومتر مربع مساحت و ۱٬۱۰۹ نفر جمعیت دارد و ۲۱۷ متر بالاتر از سطح دریا واقع شده‌است.